# Nannsjön
Nannsjön är en sjö i Bollnäs kommun i Hälsingland och ingår i Skärjåns huvudavrinningsområde. Sjön är 8 meter djup, har en yta på 0,461 kvadratkilometer och befinner sig 309,2 meter över havet. Sjön avvattnas av vattendraget Brattbergsbäcken.

## Delavrinningsområde
Nannsjön ingår i det delavrinningsområde (678023-153527) som SMHI kallar för Utloppet av Nannsjön. Medelhöjden är 320 meter över havet och ytan är 1,82 kvadratkilometer. Det finns inga avrinningsområden uppströms utan avrinningsområdet är högsta punkten. Brattbergsbäcken som avvattnar avrinningsområdet har biflödesordning 2, vilket innebär att vattnet flödar genom totalt 2 vattendrag innan det når havet efter 52 kilometer. Avrinningsområdet består mestadels av skog (62 procent). Avrinningsområdet har 0,46 kvadratkilometer vattenytor vilket ger det en sjöprocent på 25 procent.